# Юдіт Варґа
Ю́діт Ва́рґа (нар. 10 вересня 1980) — угорська юристка та політикиня, міністр юстиції Угорщини (2019—2023). У 2022 році була обрана до Національної асамблеї Угорщини.

## Походження та навчання
Юдіт Варґа народилася 10 вересня 1980 року в Мішкольці, Угорщина. У 2003 році з відзнакою закінчила Університет міста Мішкольц, отримавши диплом юриста. У 2009 році склала іспит на адвоката Угорщини. З 2009 по 2018 рік працювала політичним радником депутатів Європейського парламенту від Угорщини, зокрема Еріка Банкі та Дьєрдя Хелвені. Також обіймала посаду державного міністра з питань відносин з Європейським Союзом в офісі прем'єр-міністра з червня 2018 року до її призначення на посаду міністра юстиції.

## Політична кар'єра
Прем'єр-міністр Віктор Орбан призначив Варґу на посаду міністра юстиції 12 липня 2019 року. У 2021 році вона подала позов до Суду Європейського Союзу, оскаржуючи законність механізму, який дозволив би Європейській комісії відмовляти державам-членам у фінансовій допомозі, яку вони інакше мали б право отримати за ймовірні порушення верховенства права.

## Скандал
2 лютого 2024 року громадськості стало відомо, що у квітні 2023 року президент Угорщини Каталін Новак помилувала заступника директора дитячого будинку в Біцке Ендре Конья, який намагався приховати розбещення дітей у закладі. Варґа, яка на той час обіймала пост міністра юстиції, підписала президентське помилування, як передбачено конституцією. Викриття про помилування викликало скандал, і в результаті Новак та Варга подали у відставку 10 лютого. Варга вважалася лідером списку Фідес на виборах до Європейського парламенту 2024 року.

## Громадянська позиція
У 2022 році, під час масованого російського вторгнення в Україну, називала війну «локальною» і виступала за переговорний процес із Росією. Вона також звинувачувала ЄС у необдуманих санкціях проти Росії і стверджувала, що ЄС не мусить бути військово втягненим у війну в Україні.

## Особисте життя
Юдіт Варґа була одружена з угорським юристом та політиком Петером Мадяром. У шлюбі народилося троє дітей. Пара розлучилася в березні 2023 року.
Юдіт Варґа говорить угорською, англійською, німецькою, французькою та іспанською мовами.